# Kneitlingen
Kneitlingen là một đô thị ở Wolfenbüttel trong bang Niedersachsen, phía nam của dãy núi Elm. Đô thị này gồm các làng sau:
- Ampleben
- Bansleben
- Eilum
- Kneitlingen